# اسبوکلا (سوادکوه)
اسبوکلا، روستایی است از توابع بخش شیرگاه شهرستان سوادکوه در استان مازندران ایران.

## جمعیت
این روستا در دهستان لفور قرار دارد و براساس سرشماری مرکز آمار ایران در سال ۱۳۸۵، جمعیت آن ۴۳ نفر (۲۰خانوار) بوده‌است.
شغل مردم این روستا کشاورزی و دامداری بوده و درآمد اصلی این مردم کشت برنج و دامپروری در روستا و مناطق جنگلی اطراف آن بوده‌است. این روستا تا قبل از تصرف زمین‌های کشاورزی و مسکونی آن توسط آب منطقه‌ای بیش از ۷۰ خانوار و حدود ۲۰۰ نفر جمعیت داشت. این روستا دارای اماکن زیارتی شامل امامزادگان یحیی، محمد، زکریا و صالح بوده‌است.
از سال ۱۳۷۶ و بخاطر ساخت سد آبی در این منطقه ساکنین به مناطق مختلف و اغلب به شهرستان قائمشهر کوچ کرده‌اند.